# Блекі Лоулесс
Блекі Лоулесс (англ. Blackie Lawless — «Чорнявий бандит», справжнє ім'я Стівен Дюрен; нар. 4 вересня 1956) —  американський співак і музикант, найбільш відомий як лідер хеві-метал гурту W.A.S.P..
На початку кар'єри Лоулесс зарекомендував себе як скандальний і епатажний шок-рокер, основним об'єктом інтересів яких були секс і наркотики. Однак на початку 90-х років музикант все яскравіше виявляє іншу, більш ліричну сторону творчої натури. У 1992 році він практично поодинці записує глибоко особистий концептуальний альбом The Crimson Idol. На початку 2000-х він викинув з концертного репертуару гурту скандально відомі пісні «Animal (Fuck Like A Beast)» і «L.O.V.E. Machine», а сам музикант звертається до християнства, до якого раніше ставився виключно негативно.

## Біографія
Стівен Едвард Дьюрен народився у Флориді 4 вересня 1956 року, але всі свої юнацькі роки він провів на Стейтен-Айленд (один з п'яти районів Нью-Йорка). Будучи підлітком, Стівен часто хуліганив: псував автомобілі, розбивав вікна. Коли Стівену було всього 13 років, він отримав ножове поранення у вуличній бійці, а трохи пізніше, в 14 років, він був відправлений у військове училище, але довго він там не затримався: через півтора року його вигнали за побиття старшого сержанта.
Дьюрену було всього 9 років, коли він проявив інтерес до музики: почав він, як і багато хто, з гітари, пізніше він грав у своєму першому рок-гурті The Underside. Тоді на Стівена, як і інших його ровесників, серйозний вплив надав Елвіс Преслі. Трохи пізніше в 16 років Блекі вже був учасником іншого гурту під назвою Black Rabbit, який виступав в місцевих барах і клубах.
У віці 18 років Блекі Лолесс став членом гурту New York Dolls, зайнявши в ньому місце Джонні Сандерса, тут же він познайомився з басистом Артуром Кейном (Arthur Kane). Після шести місяців виступів і випуску демо-записів Блекі та Артур Кейн вирішують переїхати в Лос-Анджелес, де утворюється новий гурт під назвою Killer Kane Band. До його складу входили: Arthur Kane — бас-гітара, бек-вокал; Blackie — ритм гітара, основний вокал; Andy Jay — соло-гітара, бек-вокал; Jimi Image — за барабанами. У 1975 гурт Блекі Лолесса випускає демо «Mr. Cool», яке включало такі пісні, як «Mr. Cool» (оригінальна версія пісні «Cries In The Night» з альбому W.A.S.P. 1985 року), «Longhaired Woman», «don't Need You» (пізніше ці демо-записи перетворилися в справжні хіти групи W.A.S.P.).
Під час одного з виступів, Блекі побачив хлопця, з яким він пізніше познайомився, це був Пол Деніел Фрейлі (Ace Frehley з гурту KISS). Пол Деніел Фрейлі тоді тільки починав свій зоряний шлях разом з KISS. За чутками, обидва музиканта в молодості були членами вуличної банди «The Duckies». Блекі був натхнений таким стрімким успіхом гурту KISS, саме тоді Блекі Лолесс зрозумів, що імідж та шоу — найважливіші складові успіху.

## W.A.S.P
Блекі і Ренді Пайпер (Randy Piper — майбутній гітарист гурту W.A.S.P.) формують гурт Sister (прим. група Sister — часто згадується як Pre-W.A.S.P.). Sister був першим гуртом в Лос-Анджелесі, який експериментував з диявольською символікою, такими як пентаграми, кров, м'ясо і грим. Одним з перших сценічних витівок Блекі Лолесса були поїдання хробаків і кидання свіжого м'яса фанатам. Логотип гурту Sister виглядав як перевернута пентаграма, охоплена полум'ям, в центрі перебувала напис Sister. Блекі Лолесс пізніше говорив, що гурт Motley Crue 1984 років зовні і є щось подібне гурту Sister. «Ми були першим гуртом, який став використовувати пентаграму», — говорив пізніше Блекі в різних інтерв'ю.
Блекі був знайомий з Ніккі Сіксом (Nikki Sixx басист Motley Crue), Ніккі Сіксу тоді було не більше 19, "він прийшов до мене, коли тільки починав грати і каже: «Ти ще збираєшся використовувати що-небудь з цих речей, які використовував раніше?» Я відповів: «Ні!», тоді він запитав: «Ти не проти, якщо я їх використовую?» Я сказав: «Можеш брати все що хочеш, так як я переконався, що, зрештою, такий імідж може загнати тебе в глухий кут, з якого в такому прикиді ти не виберешся». Ніккі Сікс брав участь в одному з ранніх складів Sister в 1976, але Ніккі Сікс і Блекі не змогли працювати разом, що як не дивно, не завадило їм залишитися хорошими друзями.
Коли Блекі грав у гурті Sister, він познайомився із гітаристом віртуозом Крісом Холмсом (Chris Holmes) через розділ «Beaver Hunt» в журналі 'Hustler'. Кріс Холмс народився в Глиндейлі штат Каліфорнія 23 червня 1958 року. Його мати Санді Холмс була байкершою і син був на неї схожий. Кріса сім разів виганяли зі школи за «дику поведінку». Блекі Лолесс відразу зрозумів що Кріс Холмс ідеально підходить для втілення його музичних ідей у життя і не замислюючись взяв його до гурту.
Першими демо Sister були Sweet Dreams, Sex Drive і Don't Know What I Am. Гурт Sister існував приблизно з 1976 по 1978, після його розпаду Блекі і Ренді Пайпер вирішують створити новий гурт Circus-Circus. Circus-Circus випускають демо «1980' Ladies».
70-ті були поганими часами для стилю хеві-метал і гурт Sister провалилася, він так і не зміг знайти лейбл, який зміг би їх записати і випустити, хоча виступи в клубах збирали чимало народу.
У 1982 році Блекі і Ренді Пайпер разом вирішили зібрати новий гурт з новим складом, який включав Блекі Лолесса, Ренді Пайпера, Дона Косту (Don Costa) і Тоні Річардса (Tony Richards). Однак пізніше, після бійки між Лолесом і Пайпером, Блекі бере на місце Ренді свого старого знайомого Кріса Холмса, з яким вже раніше співпрацював.
Цей гурт отримав назву W.A.S.P.; в кінці 1982 року W.A.S.P. відіграли свої перші концерти. Дебютний концерт W.A.S.P. був в «The Woodstock» Orange Country, в травні 1983 року на гурт W.A.S.P. продали 3000 квитків в «Santa Monica Civic Hall». Після першого ж концерту Дон Коста був вигнаний з гурту за свої занадто неадекватні витівки з гітарою, які дратували Блекі і весь колектив. Блекі, не довго думаючи, подзвонив Ренді і покликав його назад у свій гурт W.A.S.P.
Трохи пізніше в 1983, менеджер гурту Iron Maiden Рід Смолвуд (Rod Smallwood) вирішив прийти подивитися на концерт W.A.S.P. і був вражений новизною в музиці і шоу на живому концерті, перебуваючи під позитивним враженням, згодом допоміг гурту W.A.S.P. з підписанням контракту з компанією звукозапису. У 1984 був укладений солідний контракт з лейблом Capitol Records, після чого гурт W.A.S.P. почав запис свого першого альбому з однойменною назвою W.A.S.P.

## Блекі Лоулесс і Україна
17 березня 2022 підтримав Україну у боротьбі с Росією. Ситуацію в Україні назвав надзвичайно складною.